# カントウイドウズムシ
カントウイドウズムシ（Phagocata papillifera）は、日本の茨城県内に存在する民家の井戸のみに生息するウズムシ目の生物である。
1889年に東京市谷に存在した井戸において発見され、1916年に新種として記載された、日本国内において最初に報告された地下水性動物である。その後、発見地であった浅井戸は撤去された上、タイプ標本も紛失しているとされるが、1965年に旧水海道市立豊岡中学校（現: 常総市立水海道西中学校）内のクラブ活動によって再び発見され、1984年に川勝正治によって再記載された。
この際発見された民家内の井戸及び40m離れた場所にある他の井戸以外では発見されておらず、環境省によるレッドデータブックにおいては最も絶滅の可能性が高い絶滅危惧I類に分類されている。身体は細長く扁平であり、大きさは約10mm。主な特徴としては背中の正中線沿いに約20個の突起が並び、体色は乳白色であるが一部に淡赤色の色素粒を持っているため、桃色がかった白色をしていることが挙げられる。